# Liste de femmes astronomes
Ceci est une liste d'astronomes, d'astrophysiciennes et autres femmes ayant fait des contributions remarquables à l'astronomie.
- Haut – A
- B
- C
- D
- E
- F
- G
- H
- I
- J
- K
- L
- M
- N
- O
- P
- Q
- R
- S
- T
- U
- V
- W
- X
- Y
- Z

## Les femmes en astronomie
Certaines des premières contributions historiques en astronomie sont dues à Aglaonice et Hypatie, qui ont vécu en Grèce antique, mais déjà, des femmes de la civilisation de Sumer avaient été dirigeantes des grands temples observatoires au IIe millénaire av. J.-C. .

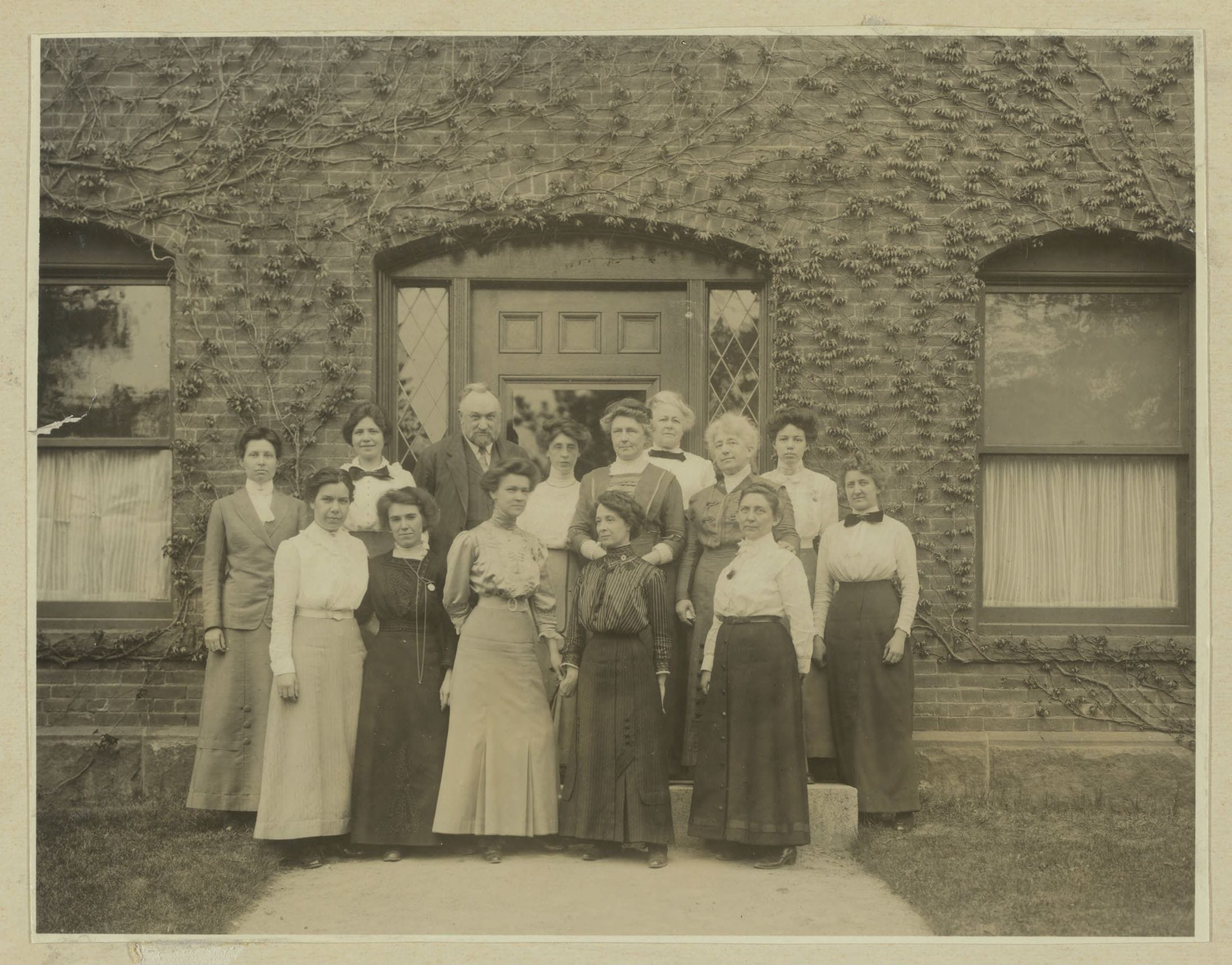
Le Harem de Pickering devant le Building C au Harvard College Observatory, 13 mai 1913.

Lors de la révolution scientifique en Allemagne aux XVIe siècle et XVIIe siècle, la tradition de la participation des femmes à la production artisanale permet à certaines femmes de s'impliquer dans les sciences d'observation, en particulier l'astronomie. Entre 1650 et 1710, les femmes représentaient 14 % de tous les astronomes allemands . Le plus célèbre des astronomes femmes en Allemagne à l'époque était Maria Winkelmann, dont les problèmes avec l'Académie de Berlin sont une réflexion des obstacles auxquels font face les femmes à se faire accepter dans le travail scientifique, qui était considéré comme exclusif aux hommes. Aucune femme n'a été invitée soit à la Royal Society de Londres, ni à l'Académie des sciences jusqu'au XXe siècle. La plupart des gens du XVIIe siècle voit une vie consacrée à tout type d'érudition comme étant en contradiction avec les tâches domestiques que les femmes sont appelées à accomplir.
Au XVIIIe siècle, les observations scientifiques de l'Anglaise Caroline Herschel ont ajouté à la connaissance astronomique de l'époque. La contribution des femmes a été limitée par leur exclusion de la plupart de l'enseignement scientifique formel, mais a commencé à être reconnue par l'admission dans des sociétés savantes au cours de cette période. En 1835, Mary Fairfax Somerville et Caroline Herschel ont été les deux premières femmes à être élues à la Royal Astronomical Society. En 1901, Annie Jump Cannon remarque que c'est la température d'une étoile qui est la principale caractéristique distinctive entre les différents spectres. Cecilia Payne-Gaposchkin démontre pour la première fois à partir de données existantes sur les spectres d'étoiles qu'elles sont presque exclusivement faites d'hydrogène et d'hélium, l'une des théories les plus fondamentales de l'astrophysique stellaire.
Après la Seconde Guerre mondiale, plusieurs femmes astronomes s'illustrent. L'astrophysicienne Margaret Burbidge est membre du groupe à l'origine de la théorie de la nucléosynthèse stellaire, qui explique comment les éléments sont formés dans les étoiles. Aux États-Unis en 2001, les femmes en science ou en génie ayant un doctorat sont principalement employées dans le secteur de l'éducation, et moins dans le commerce ou l'industrie que les hommes .

## A
- Agnès Acker (1940-), France
- Madge Adam (1912-2001), Angleterre
- Maggie Aderin-Pocock (1968-), Royaume-Uni
- Conny Aerts, (1966-), Belgique
- Nabila Aghanim, Algérie
- Aglaonice de Thessalie (fl. IIe siècle av. J.-C.) Grèce antique
- Maria Luisa Aguilar (1938-2015), Pérou
- Eva Ahnert-Rohlfs (1912-1954), Allemagne
- Zinaida Aksentyeva (1900-1969), Union soviétique
- Suzanne Aigrain (1979-), France
- Claudia Alexander (1959-2015), États-Unis
- Elizabeth Alexander (1908 – 1959), Royaume-Uni
- Leah Brown Allen (1884-1973), États-Unis
- Anna Alter, (1949-), Pologne et France
- Kathrin Altwegg (1951-), Suisse
- Adelaide Ames (1900-1932), États-Unis
- Anja Cetti Andersen, (1965-), Danemark
- Necia H. Apfel (en) (1930-), États-Unis
- Kimberly Arcand (en) (1975-), États-Unis
- Alice Archenhold (1874-1943), Allemagne
- Claire Armstrong, Royaume-Uni
- Monique Arnaud, France
- Farzana Aslam, Pakistan
- Estelle Asmodelle (1964-), Australie

## B
- Ulrika Babiaková (1976-2002), Slovaquie
- Carine Babusiaux, France
- Gertrude Bacon (1874-1949), Royaume-Uni
- Frances Bagenal (en) (1954-), Royaume-Uni
- Neta Bahcall (1942-), Israël
- Ellen Harding Baker (1847-1886), États-Unis
- Sallie Baliunas (1953-), États-Unis
- Sarah Ballard (en) (1984-), États-Unis
- Odette Bancilhon (1908-1998), France
- Beatriz Barbuy (1950-), Brésil
- Elisabeth Bardwell, États-Unis
- Amy Barger (1971-), États-Unis
- Nadine G. Barlow, États-Unis
- Ida Barney (1886-1982), États-Unis
- Amy Barr (en), États-Unis
- Lisa Barsotti, Italie
- Maria Antonella Barucci, Italie
- Natalie Batalha (1966-), États-Unis
- Amanda Bauer (1979-), États-Unis
- Stefi Baum (1958-), États-Unis [4]
- Rachel Bean (en), États-Unis
- Reta Beebe (en) (1936-), États-Unis
- Aphra Behn (1640-1689), Royaume-Uni
- Jocelyn Bell (1943-), Royaume-Uni
- Ethel Bellamy (1881-1960), États-Unis
- Thaisa Storchi Bergmann (1955-), Brésil
- Mary Adela Blagg (1858-), Royaume-Uni
- Marie Bloch (1902-1979), France
- Erika Böhm-Vitense (1923-2017), Allemagne et États-Unis
- Catherine Boisson, France
- Priscilla Fairfield Bok (1896-1975), États-Unis
- Evguenia Bougoslavskaïa (1899-1960), Union soviétique
- Bella Bournacheva (1944-), Russie
- Hannah Mary Bouvier Peterson (en) (1811-1870), États-Unis
- Tabetha S. Boyajian (1980-), États-Unis
- Sophie Brahe (1556-1643), Danemark
- Marica Branchesi (1977-), Italie
- Sarah Bridle (en), États-Unis
- Carolyn Brinkworth (1979-), États-Unis
- Danielle Briot (), France
- Kate Brooks (en), Australie
- Elizabeth Brown (1830-1899), Royaume-Uni
- Mary Brück (1925-2008), Irlande
- Véronique Buat (1962-), France
- Emma Bunce (en) (1975-), Royaume-Uni
- Alessandra Buonanno, Italie
- Bonnie Buratti, États-Unis
- Margaret Burbidge (1919-2020), États-Unis
- Marta Burgay (1976-), Italie
- Bella A. Burnasheva (1944-), Union soviétique
- Martha Cecilia Bustamante, Colombie
- Deborah Byrd (en), États-Unis
- Mary E. Byrd (1849-1934), États-Unis

## C
- Nathalie Cabrol (1963-), France
- Mary R. Calvert (1884-1974), États-Unis
- Renée Canavaggia (1902-1996), France
- Annie Jump Cannon (1863-1941), États-Unis
- Robin Canup (1968-), États-Unis
- Nicole Capitaine (1948-), France
- C. Marcella Carollo (en), Italie
- Fabienne Casoli (1959-), France
- Maria Assumpció Català i Poch, (1925-2009), Espagne
- Margaret Cavendish (1623-1673), Royaume-Uni
- Cecilia Ceccarelli, Italie
- Catherine Cesarsky (1943-), France
- Merieme Chadid (1969-), Maroc
- Pelagueïa Chaïne (1894-1956), Union soviétique
- Édmée Chandon (1885-1944), France
- Kyongae Chang (1946-), Corée
- Corinne Charbonnel (1965-), France
- Jane C. Charlton (en), États-Unis
- Émilie du Châtelet (1706-1749), France
- Jun Chen (XXe siècle), Chine et États-Unis
- Carol Christian (en) (1950-), États-Unis
- Jessie Christiansen, États-Unis
- Chung-Pei Ma (1966-), États-Unis [5]
- Benedetta Ciardi (1971-), Italie
- Ilse Cleeves (en), États-Unis
- Agnes Mary Clerke (1842-1907), Irlande
- Anita Cochran (en), États-Unis
- Judith Gamora Cohen (en), (1946-), États-Unis
- Françoise Combes (1952-), France
- Janine Connes, (1934-), France
- Alice Grace Cook (1887-1958), Royaume-Uni
- France A. Córdova (1947-), États-Unis
- Heather Couper (1949-), Royaume-Uni
- Hélène Courtois (1970-), France
- Athena Coustenis (1961-), France et Grèce
- Carolin Crawford (1963-), Royaume-Uni
- Lucy D’Escoffier Crespo da Silva (1978-2000), États-Unis ; elle a découvert l’astéroïde (96747) Crespodasilva nommé d'après elle
- Joy Crisp (en), États-Unis
- Kelle Cruz (en), États-Unis
- Maria Cunitz (1610-1664), Silésie
- Florence Cushman (1860-1940), États-Unis

## D
- Rosina Dafter (1875-1959), Australie
- Marie-Jeanne de Lalande (1760-1832), France
- Julianne Dalcanton (1968-), États-Unis
- Laura Danly (en) (1959-), États-Unis
- Nichole M. Danzl, États-Unis
- Doris Daou (1964-), Liban, Canada
- Rebekah Dawson, États-Unis
- Catherine E. Delahodde, France
- Audrey C. Delsanti (1976-), France
- Nathalie Deruelle, France
- Simonetta Di Pippo (1959-), Italie
- Wanda Díaz-Merced, États-Unis
- Ana Teresa Diego (en) (1954-1976), Argentine
- Elizabeth R. Dillon, États-Unis
- Elsa van Dien (1914-2007), Pays-Bas
- Thereza Dillwyn Llewelyn (1834-1926), Royaume-Uni
- Harriet Dinerstein, États-Unis [6]
- Ewine van Dishoeck (1955-), Pays-Bas
- Lucienne Divan (1920-2015), France
- Anlaug Amanda Djupvik (en), Norvège
- Sarah Dodson-Robinson (en), États-Unis
- Megan Donahue, États-Unis
- Michele Dougherty (1962-), Afrique du Sud
- Allie Vibert Douglas (1894-1988), Canada
- Bérengère Dubrulle (1965-), France
- Jeanne Dumée (?-1706), France
- Florence Durret, France

## E
- Mary Edwards (1750-1815), Royaume-Uni
- Pascale Ehrenfreund (1960-), Autriche
- Maria Clara Eimmart (1676-1707), Saint-Empire
- Sara Ellison, Royaume-Uni et Canada [7]
- Debra Elmegreen (1952-), États-Unis
- Rebecca Elson (1960-1999), Canada et États-Unis
- Yvonne Elsworth (en) Irlande
- Thérèse Encrenaz (1946-), France
- Enheduanna (XXIIIe siècle av. J.-C.), Sumer
- Dilhan Eryurt (1926-2012), Turquie
- Alice Everett (1865-1949), Royaume-Uni
- Mary Acworth Evershed (1867-1949), Royaume-Uni

## F
- Sandra Moore Faber (1944-), États-Unis
- Priscilla Fairfield Bok (1896-1975), États-Unis
- Gina Fedon, Italie et États-Unis
- Valentina Fedorets (1923-1976), Union soviétique
- Annette Ferguson, Royaume-Uni
- Laura Ferrarese, Italie
- Antonia Ferrín Moreiras (1914-2009), Espagne
- Joan Feynman (1927-), États-Unis
- Agnès Fienga (1973-), France
- Francesca Figueras, Espagne
- Maria G. Firneis, (1947-), Autriche
- Debra Fischer, États-Unis
- Gabrielle Renaudot Flammarion (1877-1962), France
- Margaret Flamsteed (en) (1670-1730), Royaume-Uni
- Williamina Fleming (1857-1911), Royaume-Uni
- Anna Frebel (1980-), Allemagne [8]
- Wendy Freedman (1957-), Canada et États-Unis
- Katherine Freese (1957-), États-Unis
- Caroline Furness (1869-1936), États-Unis
- Uta Fritze, (1955-), Allemagne

## G
- Muriel Gargaud, France
- Catharine Garmany (1946-), États-Unis
- Pamela L. Gay (1973-), États-Unis
- Vera Gaze (1899-1954), Union soviétique
- Katharine Blodgett Gebbie (en) (1932-2016), États-Unis
- Margaret Geller (1947-), États-Unis
- Andrea M. Ghez (1965-), États-Unis
- Agnes Giberne (en) (1845-1939), Royaume-Uni
- Jocelyn Gill (1916-1984), États-Unis
- Anna Estelle Glancy (en) (1883-1975), États-Unis
- Andreja Gomboc (1969-), Slovénie
- Haley Gomez (en) (1979-), Royaume-Uni
- Satya Gontcho A Gontcho (1990-), France
- Alyssa A. Goodman (1962-), États-Unis
- Eva Grebel (1966-), Allemagne
- Valérie Van Grootel (1981-), Belgique
- Lucie Green (1975-), Royaume-Uni
- Jenny Greene (en) (1978-), États-Unis
- Loretta Gregorini (en) (1948-), Italie
- Svetlana Guérassimenko (1945-), Ukraine
- Daria Guidetti (1978-), Italie
- Aurélie Guilbert-Lepoutre, France
- Jen Gupta (en), Royaume-Uni
- Margarete Gussow (1896-?), Allemagne
- Adelina Gutiérrez (1925-2015), Chili

## H
- Phoebe Waterman Haas (en) (1882-1967), États-Unis
- Shadia Habbal, Syrie et États-Unis
- Margherita Hack (1922-2013), Italie
- Daryl Haggard (en), États-Unis
- Erika Hamden (en), États-Unis
- Heidi Hammel (1960-), États-Unis
- Fiona A. Harrison (en), États-Unis
- Marjorie Hall Harrison (en) (1918-1986), Royaume-Uni
- Tanya Harrison (en), États-Unis
- Lisa Harvey-Smith (1979-), Royaume-Uni et Australie
- Margaret Harwood (1885-1979), États-Unis
- Ellen Hayes (1851-1930), États-Unis
- Martha P. Haynes (1951-), États-Unis
- Mary Lea Heger (en) (1897-1983), États-Unis
- Eleanor Francis Helin (1932-2009), États-Unis
- Ravit Helled (1980-), Israël
- Amanda Hendrix (1968-), États-Unis
- Caroline Herschel (1750-1848), Allemagne et Royaume-Uni
- Elisabeth Hevelius (1647-1693), République des Deux Nations
- Jacqueline Hewitt (1958-), États-Unis [9]
- Catherine Heymans, Royaume-Uni
- Vanessa Hill, France
- Julie Hlavacek-Larrondo, (1986-), Canada
- Hanna von Hoerner, (1942-2014), Allemagne
- Dorrit Hoffleit (1907-2007), États-Unis
- Helen Sawyer Hogg (1905-1993), États-Unis et Canada
- Ann Hornschemeier (en), États-Unis [10]
- Joan Horvath (en), États-Unis
- Nancy Houk (en), États-Unis
- Ingrid van Houten-Groeneveld (1921-2015), Pays-Bas
- Margaret Lindsay Huggins (1848-1915), Irlande
- Carolyn Hurless (en), (1934-1987), États-Unis
- Hypatia (entre 350 et 370-415), Grèce antique

## I
- Violeta G. Ivanova (XXe siècle-XXIe siècle), Bulgarie

## J
- Odette Jasse (1899-1949), France
- Louise Freeland Jenkins (1888-1970), États-Unis
- Shi Jiayou, Taïwan
- Elizabeth Johnson (1721-1800), Royaume-Uni
- Christine Jones Forman, États-Unis
- Amy B. Jordan, États-Unis
- Carole Jordan (1941-), Royaume-Uni
- Lioudmila Jouravliova (1946-), Russie et Ukraine

## K
- Yūko Kakazu (1977-), Japon
- Vicky Kalogera (1975-), Grèce [11]
- Lisa Kaltenegger (1977-), Autriche
- May Kaftan-Kassim (1928-), Irak et États-Unis
- Lioudmila Karatchkina (1948-), Russie, Ukraine et Union soviétique
- Victoria Kaspi (1967-), États-Unis et Canada
- Guinevere Kauffmann, (1968-), États-Unis
- Susan Kayser (en), États-Unis
- Elena Kazimirtchak-Polonskaïa (1902-1992), Union soviétique
- Fatoumata Kébé (1985-), France
- Edith Kellman (1911-2007), États-Unis
- Lisa Kewley (1974-), Australie
- Pamela M. Kilmartin (XXe siècle-XXIe siècle), Nouvelle-Zélande
- Christine Kirch (1696-1782), Saint-Empire
- Margaretha Kirch (1703-1744), Saint-Empire
- Margaret G. Kivelson (en) (1928-), États-Unis
- Dorothea Klumpke (1861-1942), États-Unis
- Gillian R. Knapp (en), États-Unis
- Heather A. Knutson (en), États-Unis [12]
- Bärbel Koribalski (1964-), Allemagne
- Marie Korsaga (1986-), Burkina Faso
- Natalia Dimitrievna Kostyuk, Russie
- Kumiko Kotera (1982-), France
- Chrýssa Kouveliótou (1956-), Grèce et États-Unis
- Reiki Kushida (1952-), Japon

## L
- Elizabeth Lada, États-Unis [13]
- Nadege Lagarde, France
- Maria Teresa V. T. Lago (1947-), Portugal
- Anne-Marie Lagrange, (1962-), France
- Emily Lakdawalla (1975-), États-Unis
- Marguerite Laugier (1896-1976), France
- Gemma Lavender (en) (1986-), Royaume-Uni
- Susannah Lazar (1982-), États-Unis
- Henrietta Swan Leavitt (1868-1921), États-Unis
- Evelyn Leland (1870-1930), États-Unis
- Wrexie Leonard (1867-1937), États-Unis
- Nicole-Reine Lepaute (1723-1788), France
- Anny-Chantal Levasseur-Regourd (1945-2022), France
- Emily Levesque, États-Unis
- Wendee Levy (1948-), États-Unis
- Florence Lewis (en) (1877-?), États-Unis
- Isabel Martin Lewis (1881-1966), États-Unis
- Nikole Lewis, États-Unis
- Helen Lines (en) (?-2001), États-Unis
- Sarah Lee Lippincott (1920-), États-Unis
- Rosaly Lopes-Gautier (1957-), Brésil
- Mercedes López-Morales, Espagne et États-Unis
- Frances Lowater (en) (1871-1956), Royaume-Uni et États-Unis
- Julie Lutz (en) (1944-), États-Unis
- Jane Luu (1963-), Vietnam

## M
- Chung-Pei Ma (1966-), Taïwan et États-Unis
- Liz MacDonald (en), États-Unis
- Katie Mack, Australie
- Suzanne Madden, États-Unis [14]
- Amy Mainzer (1974-), États-Unis
- Maud Worcester Makemson (en) (1891-1977), États-Unis
- Julie Malbos (1893-?), France
- Esmeralda Mallada (1937-), Uruguay
- Rachel Mandelbaum (en), États-Unis
- Nadine Manset, Canada
- Mariam al-Ijliya (IXe siècle ?), Syrie
- Frédérique Marion, France
- Ursula Marvin (1921-2018), États-Unis
- Vinita Marwaha Madill (en) (1987-), Royaume-Uni
- Alla Genrichovna Masevitsj (1918-2008), Union soviétique
- Karen Masters (en) (1979-), Royaume-Uni
- Elisabeth von Matt (1762-1814), Autriche
- Janet Akyüz Mattei (1943-2004), Turquie
- Annie Scott Dill Maunder (née Russell) (1868-1947), Royaume-Uni
- Antonia Maury (1866-1952), États-Unis
- Nergis Mavalvala, (1968-), Pakistan et États-Unis
- Claire Ellen Max (1946-), États-Unis
- Margaret Mayall (1902-1996), États-Unis
- Naomi McClure-Griffiths (en) (1975-), États-Unis
- Lucy-Ann McFadden (en) (1953-), États-Unis
- Susan McKenna-Lawlor (1935-), Irlande
- Jaylee Burley Mead (en) (1929-2012), États-Unis
- Victoria Meadows (en), États-Unis
- Karen Jean Meech (XXe siècle-XXIe siècle), États-Unis
- Duília de Mello (en) (1963-), Brésil
- Margaret Meyer (1862-1924), Royaume-Uni
- Sarah Milkovich (en), États-Unis
- Maria Mitchell (1818-1889), États-Unis
- Jacqueline Mitton (1948-), Royaume-Uni
- Charlotte Moore Sitterly (1898-1990), États-Unis
- Raffaella Morganti (en), Italie
- Nidia Morrell, Argentine
- Claire Moutou, France
- Jean Mueller (1950-), États-Unis
- Edith Alice Müller (1918-1995), Suisse
- Carole Mundell (en), Royaume-Uni
- Ruth Murray-Clay (en), États-Unis
- Burçin Mutlu-Pakdil , Turquie et États-Unis

## N
- Sultana N. Nahar, Bangladesh et États-Unis
- Joan Najita (en), États-Unis [15]
- Priyamvada Natarajan, Inde et États-Unis
- Yaël Nazé (1976-), Belgique
- Heidi Jo Newberg, États-Unis
- Virpi Niemelä (1936-2006), Finlande et Argentine
- Sarah K. Noble (1975-), États-Unis

## O
- Sally Oey, États-Unis
- Yuki Okoda, Japon
- Kathleen Ollerenshaw (1912-2014), Royaume-Uni
- C. Michelle Olmstead (1969-), États-Unis
- Rebecca Oppenheimer (en) (1972-), États-Unis
- Liisi Oterma (1915-2001), Finlande
- Mazlan Othman (1951-), Malaisie
- Feryal Özel (1975-), Turquie et États-Unis

## P
- Nathalie Palanque-Delabrouille (1970-), France
- Amanda Papadimos, Canada
- Cecilia Payne-Gaposchkin (1900-1979), Angleterre et États-Unis
- Ruby Payne-Scott (1912-1981), États-Unis
- Hannah Steele Pettit (en) (1886-1961), États-Unis
- Elisabetta Pierazzo (1963-2011), Italie
- Louise du Pierry (1746-1807), France
- Carle M. Pieters (en) (1943-), États-Unis
- María del Pilar López de Coca (1948 -), Espagne
- Judith Pipher (1940-2022), États-Unis
- Paris Pişmiş (1911-1999), Turquie et Mexique
- Elena V. Pitjeva (XXe siècle-XXIe siècle), Russie
- Isis Pogson (1852-1945), Royaume-Uni
- Carolyn Porco (1953-), États-Unis
- Mirjana Povic, Serbie
- Stacie Powell (en) (1985-), Royaume-Uni
- Françoise Praderie (1937-2009), France
- Helen Dodson Prince (1905-2002), États-Unis [16]
- Chanda Prescod-Weinstein, États-Unis
- Mary Proctor (1862-1957), États-Unis
- Elzbieta Oginska-Puzynina, République des Deux Nations

## Q
- Jiong Qiu (en), Chine et États-Unis
- Elisa Quintana (1973-), États-Unis

## R
- Hilkka Rantaseppä-Helenius (1925-1975), Finlande
- Katharine Reeves (en), États-Unis
- Alejandra Recio-Blanco, France
- Elisa Resconi, Italie
- Céline Reylé (1973-), France
- Alyssa Rhoden, États-Unis
- Emily Rice (en), États-Unis
- Christina Richey (en), États-Unis
- Sally Ride (1951-2012), États-Unis
- Marcia J. Rieke (1951-), États-Unis
- Julia Riley, Royaume-Uni
- Claudine Rinner (1965-), France
- Carmelle Robert, Canada
- Annie C. Robin (1959-), France
- Constance M. Rockosi (en), États-Unis
- Elizabeth Roemer (1929-2016), États-Unis
- Nancy Roman (1925-2018), États-Unis
- Sofia Romanskaïa (1886–1969), Union soviétique
- Laurie Rousseau-Nepton, Canada
- Mónica Rubio (1955-), Chili
- Vera Rubin (1928-2016), États-Unis
- Pilar Ruiz-Lapuente (1964-), Espagne
- María Teresa Ruiz (1946-), Chili

## S
- Penny Sackett (1956-), États-Unis et Australie
- Elaine Sadler, Australie
- Sarah Salmond (en) (1864-1956), Nouvelle-Zélande
- Mayly Sánchez (1972-), Venezuela
- Anneila Sargent (1942-), Royaume-Uni et États-Unis
- Charlotte de Saxe-Meiningen (1751-1827), Saint-Empire
- Lenka Šarounová (1973-), République tchèque
- Anna Scaife (en), Royaume-Uni
- Caterina Scarpellini (1808-1873), Italie
- Rita Schulz (1961-), Allemagne
- Elizabeth Scott (1917-1988), États-Unis
- Sara Seager (1971-), Canada et États-Unis
- Waltraut Seitter (1930-2007), Allemagne
- Kristen Sellgren (en), États-Unis
- Muriel Mussells Seyfert (1809-1997), États-Unis
- Aomawa Shields, États-Unis
- Carolyn S. Shoemaker (1929-2021), États-Unis
- Ye Shuhua (1927-), Chine
- Blanca Silveira (1905-1989), Venezuela
- Alla Nikolaevna Simonenko (Алли Миколаївни Симоненко, 1935-1984), Union soviétique
- Brigitta Sipőcz, Hongrie
- Charlotte Moore Sitterly (1898-1990), États-Unis
- Tamara Mikhaylovna Smirnova (1918-2001), Russie
- Alicia M. Soderberg (1977-), États-Unis
- Mary Somerville (1780-1872), Royaume-Uni
- Rachel Somerville (en), États-Unis
- Maritza Soto (1990-), Chili
- Caroline Soubiran, France
- Linda Spilker (en) (1955-), États-Unis
- Nicole St-Louis, Canada
- Magda Stavinschi (1942-), Roumanie
- Denise C. Stephens, États-Unis
- Janet Stevens, États-Unis
- Sarah T. Stewart-Mukhopadhyay (en), États-Unis
- Annapurni Subramaniam, Inde
- Karlina Leksono Supelli (1958-), Indonésie
- Jean Swank, États-Unis
- Henrietta Hill Swope (1902-1980), États-Unis
- Paula Szkody (1948-), États-Unis

## T
- Jill Tarter (1944-), États-Unis
- Elizabeth J. Tasker (1980-), Royaume-Uni
- Monique Tassoul, Belgique
- Janet Taylor (1804-1870), Royaume-Uni
- Lioudmila Tchernykh (1935-2017), Russie, Ukraine et Union soviétique
- Fiorella Terenzi (en), Italie
- Alenush Terian (1920-2011), Iran
- Michelle Thaller (1969-), États-Unis
- Jana Tichá (1965-), République tchèque
- Beatrice Tinsley (1941-1981), Nouvelle-Zélande
- Eline Tolstoy (en) (1965-), Pays-Bas
- Maura Tombelli (1952-), Italie
- Silvia Torres-Peimbert (1940-) Mexique
- Suzanne Tourtellotte (1945-2013), États-Unis
- Christy A. Tremonti (en), États-Unis
- Virginia Louise Trimble (XXe siècle-XXIe siècle), États-Unis
- Lidiya Tseraskaya (1855–1931), Union soviétique
- Sachiko Tsuruta, États-Unis
- Sylvaine Turck-Chièze (1951-), France
- Catherine Turon, France
- Rim Turkmani (ar), Syrie et Royaume-Uni
- Margaret Turnbull (XXe siècle-XXIe siècle), États-Unis

## U
- Anne Barbara Underhill (en) (1920-2003), États-Unis
- Diana Ürge-Vorsatz (1968-), Hongrie
- Claudia Megan Urry, États-Unis [17]

## V
- Bobbie Vaile (1959-1996), Australie
- Sylvie Vauclair (1946-), France
- Antoinette de Vaucouleurs (-1988), France
- Zdeňka Vávrová (1945-), République tchèque
- Licia Verde (1971-), Italie
- Gladys Vergara (1928-2016), Uruguay
- Doris Vickers (en) (1980-), Autriche
- Olivia Viennot ( - ), France
- Julie Vinter Hansen (1890-1960), Danemark
- Sonja Vrielmann, Allemagne
- Emma Vyssotsky (1894-1975), États-Unis

## W
- Meenakshi Wadhwa (en), États-Unis
- Valentine Wakelam, France 1234
- Anne Walker (en) (1864-?), Royaume-Uni
- Connie Walker (en) (1957-), États-Unis
- Lucianne Walkowicz, États-Unis
- Yun Wang (1964-), Chine
- Mary Ward, Royaume-Uni
- Anna Watts (en), Royaume-Uni
- Kim Weaver (1964-), États-Unis
- Ann E. Wehrle (1956-), États-Unis
- Alycia J. Weinberger, États-Unis
- Mareta West (1915-1998), États-Unis
- Sarah Frances Whiting (1847-1927), États-Unis
- Mary Watson Whitney (1847-1921), États-Unis
- Eliza Wilbur (en) (1851-1930), États-Unis
- Belinda Wilkes, Royaume-Uni
- Elizabeth Langdon Williams (1879-), États-Unis
- Beth Willman, États-Unis
- Fiammetta Wilson, Royaume-Uni
- Lee Anne Willson(1947-), États-Unis
- Maria Winkelmann (1670-1720), Saint-Empire
- Anna Winlock (1857-1904), États-Unis
- Jennifer Wiseman, États-Unis
- Sidney C. Wolff (en) (1941-), États-Unis
- Mary Helen Wright Greuter (1914-1997), États-Unis
- Rosemary Wyse (1957-), Royaume-Uni

## Y
- Anne Sewell Young (1871-1961), États-Unis
- Judith Young (1952-2014), États-Unis [18]

## Z
- Nadia Zakamska (en), Russie et États-Unis
- Brigitte Zanda (1958-), France
- Pauline Zarrouk (1991-), France[19]123456789
- Idit Zehavi (en) (1969-), Israël
- Wang Zhenyi (1768-1797), Chine
- Maria Zhilova (1870–1934), Russie
- Ute Zimmer, Allemagne
- Maria Zuber (1958-), États-Unis
- Ellen Gould Zweibel (1952-), États-Unis